# 토로 이 모아
토로 이 모아(Toro Y Moi)(본명: Chazwick Bradley Bundick 1986년 11월 7일 ~ )는 미국의 가수이자 프로듀서다. 그의 음악 스타일은 그가 음악을 만들기 시작할때부터 많이 바뀌었지만, 그의 음악 장르는 주로 칠웨이브 로 구분된다. 그의 스테이지 이름은 스페인어와 프랑스어 로 쓰여졌으며 뜻은 각각 스페인어 로 ""황소""라는 의미를 가진 Toro 와 프랑스어 로 "나"라는 의미를 가진 moi 로 이루어져있다.

## 인생 과 음악 커리어
토로 이 모아는 1986년 11월 7일 "Chazwick Bradley Bundick"라는 이름으로 필리핀인 어머니 와 아프리카계 미국인 사이에서 태어났다. 컬럼비아 (사우스캐롤라이나주)에서 태어났다. 그는 릿지 뷰 고등학교를 다니면서 3명의 학교친구들 과 인디 락 밴드 The Heist and The Accomplice를 결성했다.
2009년 봄, 사우스캐롤라이나 대학교에서 그래픽 디자인 학사 학위를 따면서 졸업한다. 학교를 다니면서 그는 칠웨이브 뮤지션인 워시드 아웃과 친분을 쌓기도 한다.
2009년 중반 토로 이 모아는 칼파크 레코드 와 계약을 맺으며 2010년 1월 그의 첫 앨범 Causers를 발매한다. 그 후 2011년 2월 22일 그는 그의 두 번째 앨범 "Underneath the Pine" 을 발표한다. 2011년 12월 그는 Caribou와 함께 영국의 ATP 페스티벌에서 같이 공연하게 된다. 2012년 9월 13일 그는 EP 앨범 Freaking Out을 발표한다.
토로 이 모아는 웹사이트 Sinema에서 한 인터뷰에서 그는 그가 자신의 음악은 칠웨이브 벗어났다고 말했다. : "나는 그냥 그런 스타일의 음악이 좋아요, 그리고 나는 워시드 아웃, 그리고 네온 인디안 등 나는 아직도 그들 (칠웨이브 뮤지션)의 빅 팬 이에요. 하지만 제 생각에 칠웨이브는 잠깐동안 동시적으로 유행했던 타이틀 인거 같아요.
2013년 1월, 토로 이 모아는 세 번째 스튜디오 앨범 Anything in Return 을 발표한다. 그는 이 앨범을: "뭐랄까..이 앨범은 약간 90년대 댄스 믹스 사운드 가 들어있는 앨범 이에요" 그의 말에 따르면 앨범은 "확실히 하우스, 딥 하우스 나 투-스텝 장르 [...]에서 영향을 받았어요. 저는 제가 'Causeres'에서 만들었던 음악, 사운드 들을 다시 더 좋게 표현하고 싶었어요."
2013년 5월 27일 그는 유럽에서부터 북미 까지의 투어를 시작한다. 이 투어는 조지아주, 워싱턴주에서 시작해 11월 10일 벤쿠버, 브리티시 콜럼비아에서 끝날 예정이다.